# 费德里科·塞瓦略斯
费德里科·安德烈斯·塞瓦略斯·梅尔加（西班牙語：Federico Andrés Zeballos Melgar，1988年5月30日—），玻利维亚男子网球运动员。他代表玻利维亚队参加戴维斯杯。
她的妹妹诺莉娅也是一名网球运动员。